# Великий Суходіл
Вели́кий Суходіл — село в Україні, у Сорокинській міській громаді Довжанського району Луганської області. Населення становить 1485 осіб.

## Географія
Географічні координати Великого Суходола: 48°25' пн. ш. 39°53' сх. д. Часовий пояс — UTC+2. Загальна площа села — 0,007 км². Довжина Великого Суходола з півночі на південь — 4 км, зі сходу на захід — 1,8 км.
Село розташоване у східній частині Донбасу за 30 км від районного центру — міста Сорокине. Через село протікає річка Сіверський Донець, у яку впадає Балка Суходіл.

## Історія
Село було засновано у 1650 році. Починаючи з другої половини XVII століття у Великому Суходолі знаходився запорозький охоронний пікет, що слідкували за пересуванням ногайських військ.
12 червня 2020 року, відповідно до Розпорядження Кабінету Міністрів України № 717-р «Про визначення адміністративних центрів та затвердження територій територіальних громад Луганської області», увійшло до складу Сорокинської міської громади.
17 липня 2020 року, в результаті адміністративно-територіальної реформи та ліквідації  Сорокинського району, увійшло до складу новоутвореного Довжанського району.

## Населення
За даними перепису 2001 року населення села становило 1485 осіб, з них 4,98 % зазначили рідною мову українську, 94,68 % — російську, а 0,34 % — іншу.

## Соціальна сфера
У селі діють ЗОШ I—III ступенів, сільська лікарська амбулаторія, ясла-садок «Теремок», бібліотека, клуб, відділення поштового зв'язку.

## Пам'ятки
- Храм Великого Мученика Георгія;
- Братська могила радянських воїнів (вул. Центральна, біля школи).